# Sanagia
Sanagia is een geslacht van straalvinnige vissen uit de familie van karpers (Cyprinidae).

## Soorten
- Sanagia velifera Holly, 1926